# Aralsor
Aralsor (rusky Аралсор) je hořkoslané bezodtokové jezero v Přikaspické nížině na západě Západokazachstánské oblasti Kazachstánu. Má rozlohu 200 km².

## Pobřeží
Jezero je obemknuto řetězy slaného bahna. Jezero je spojeno vysychajícími kanály s řekou Ašjozek.

## Využití
Je na něm rozvinuta těžba soli.

## Přístup
Nedaleko jižního břehu vede silnice, která spojuje železniční stanici Sajkyn u jezera Botkul s vesnicí Kalmykovo na břehu řeky Ural.